# NGC 3083
NGC 3083 је спирална галаксија у сазвежђу Секстант која се налази на NGC листи објеката дубоког неба.
Деклинација објекта је - 2° 52' 39" а ректасцензија 9h 59m 49,6s. Привидна величина (магнитуда) објекта NGC 3083 износи 13,7 а фотографска магнитуда 14,6. NGC 3083 је још познат и под ознакама MCG 0-26-2, CGCG 8-11, PGC 28900.